# 县河乡
县河乡是中国陕西省安康市汉滨区下辖的一个乡。

## 行政区划
县河乡下辖以下行政区：
红升村、县河村、关沟村、粱台村、田沟村、毛坝村、马庙村、凡庙村、牛岭沟村、大垛村、五寺村、财粱村、白垭村、赵粱村、苏坝村、双庙村、广沟村、三合村、谢坝村、龙泉村